# 천안 양령리 향나무
천안 양령리 향나무는 대한민국 충청남도 천안시 성환읍 양령리에 있는 향나무로 대한민국의 천연기념물 제427호이다.